# Ranakpur

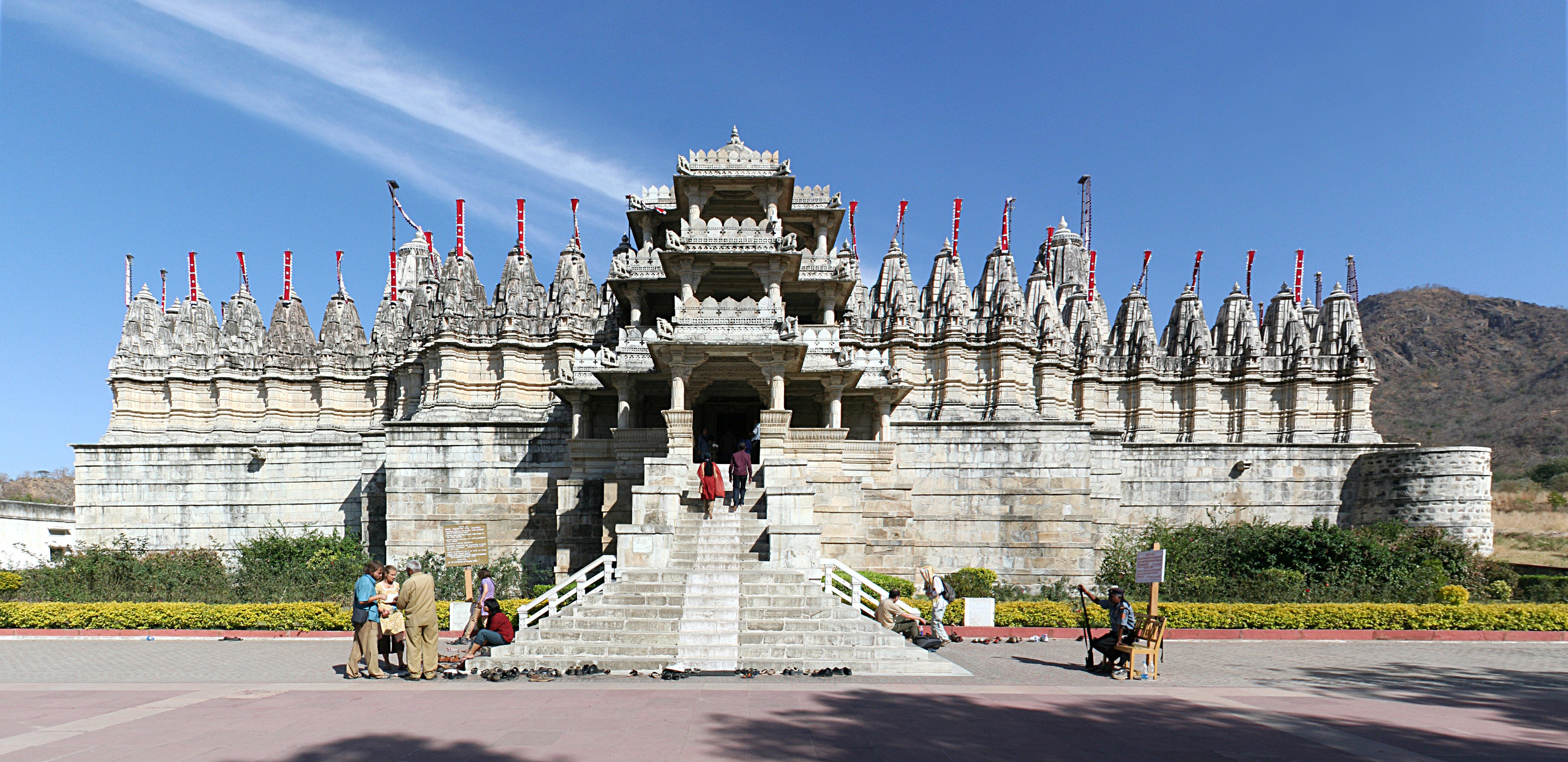
Il tempio giainista di Ranakpur

Ranakpur è un villaggio situato nei pressi della città di Sadri nel distretto di Pali  dello stato del Rajasthan nell'occidente dell'India. Si trova tra Jodhpur e Udaipur a 162 km da Jodhpur ed a 91 km da Udaipur, in una valle nella zona occidentale dei monti Aravalli. La stazione ferroviaria più vicina a Ranakpur è quella di Falna. Ranakpur è una delle località più importanti del distretto di Pali ed è facilmente accessibile dalla strada di Udaipur.
Ranakpur è nota in tutto il mondo per il suo tempio giainista, ritenuto il più spettacolare tempio di questa religione. Nella località si trova anche un piccolo tempio dedicato al Sole gestito da una società della famiglia reale di Udaipur.
Oltre che per la qualità dell'architettura del tempio e il numero dei pilastri, il luogo è noto per la numerosa popolazione di scimmie che vive nei boschi adiacenti.

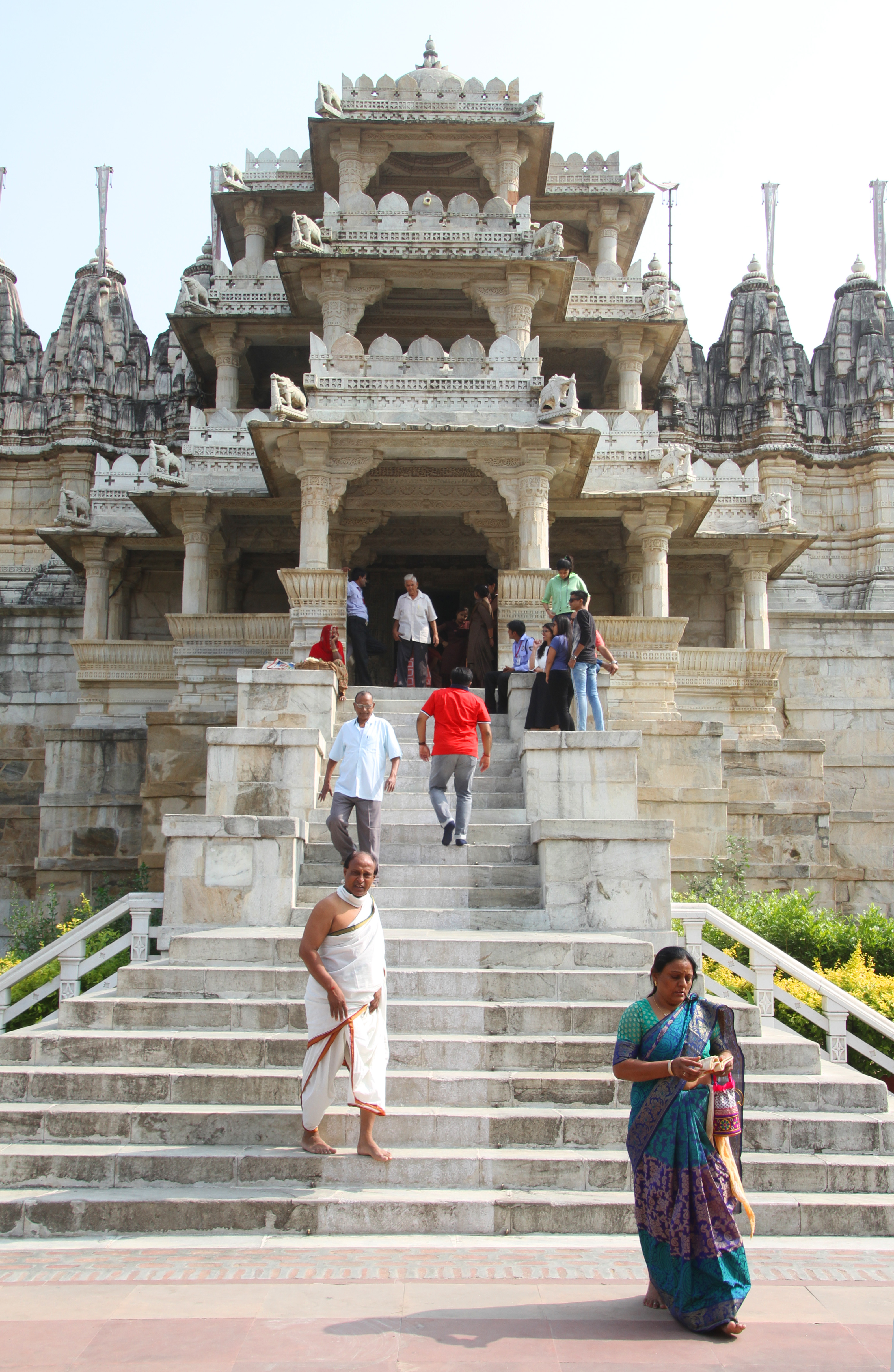
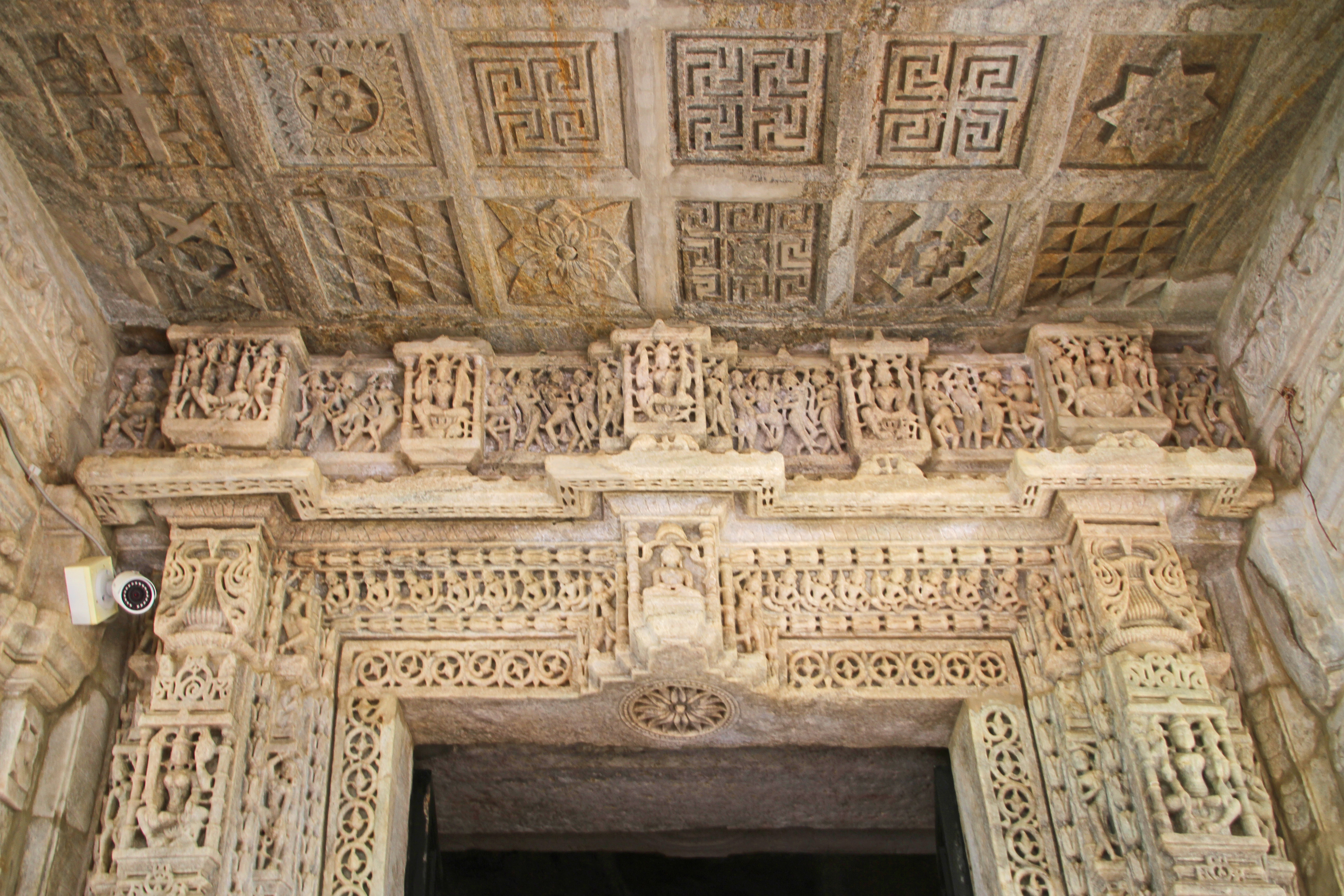
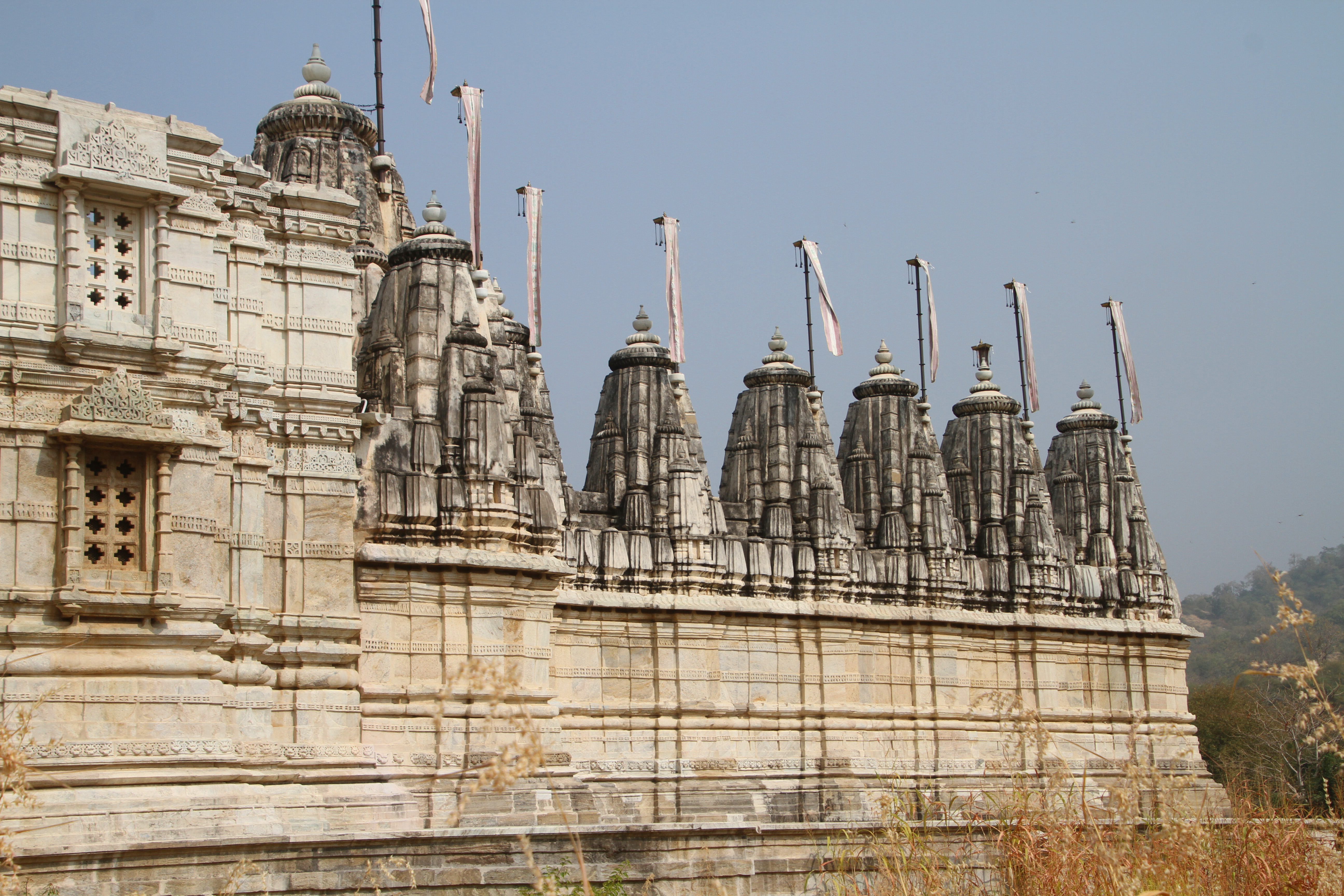
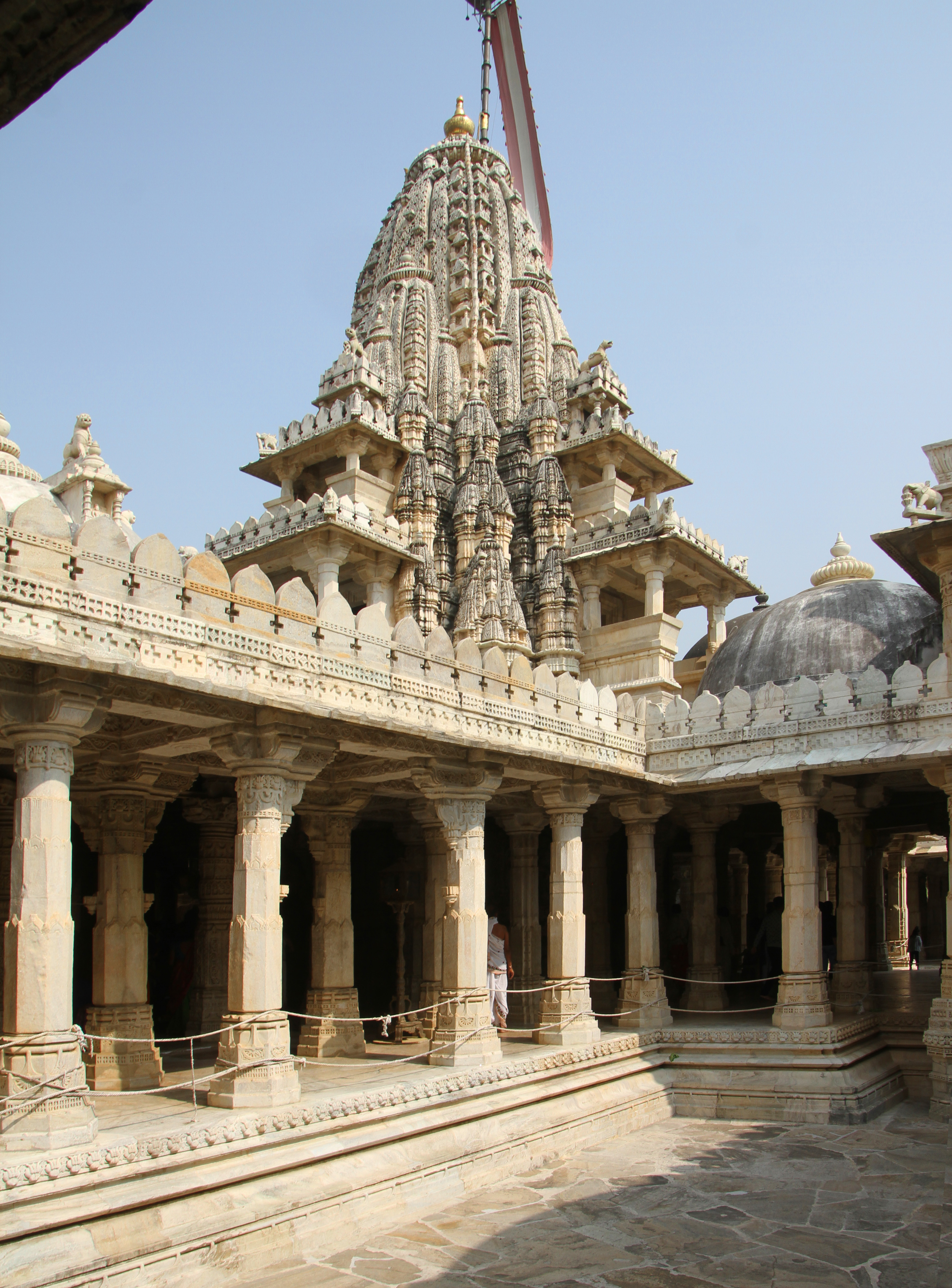
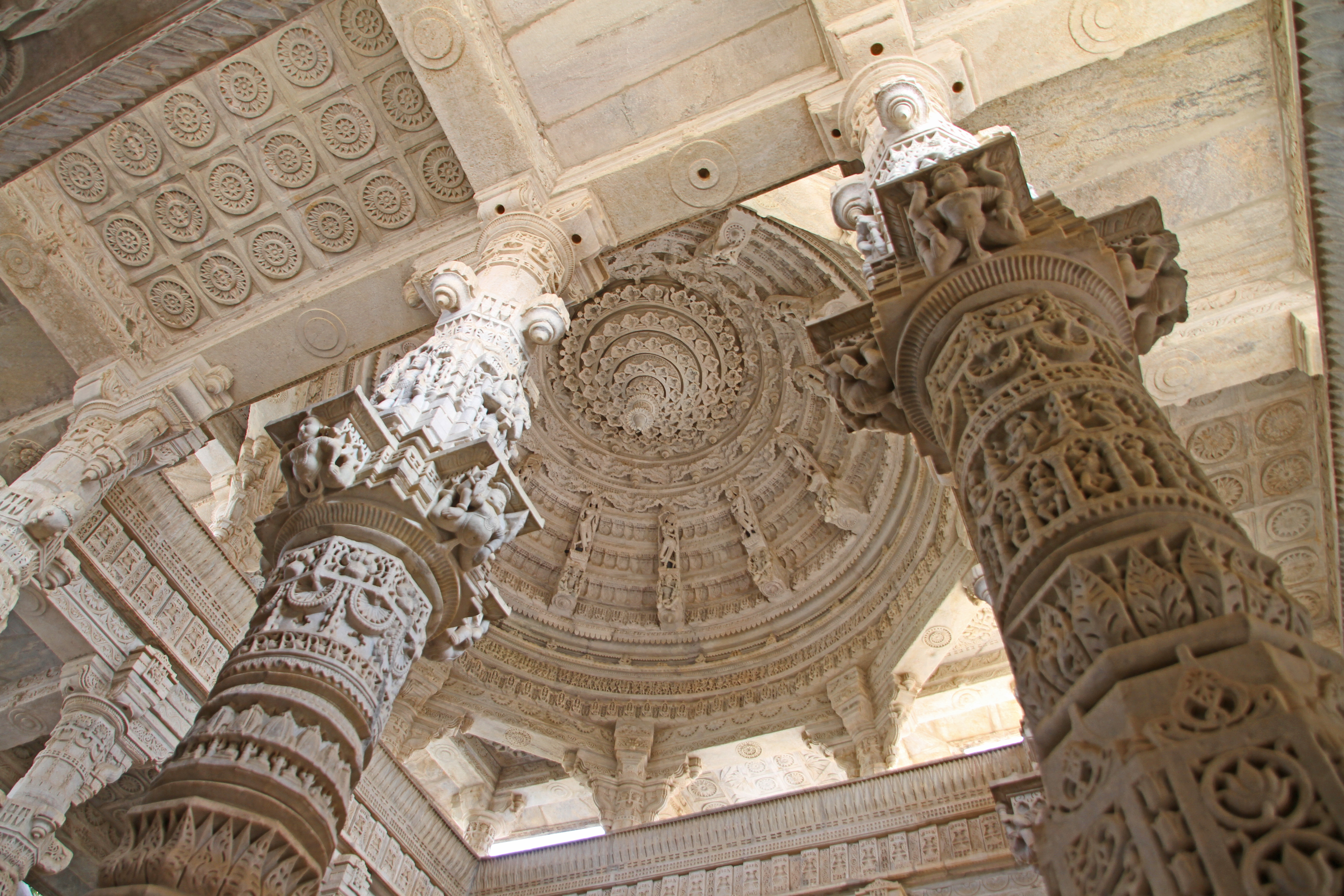
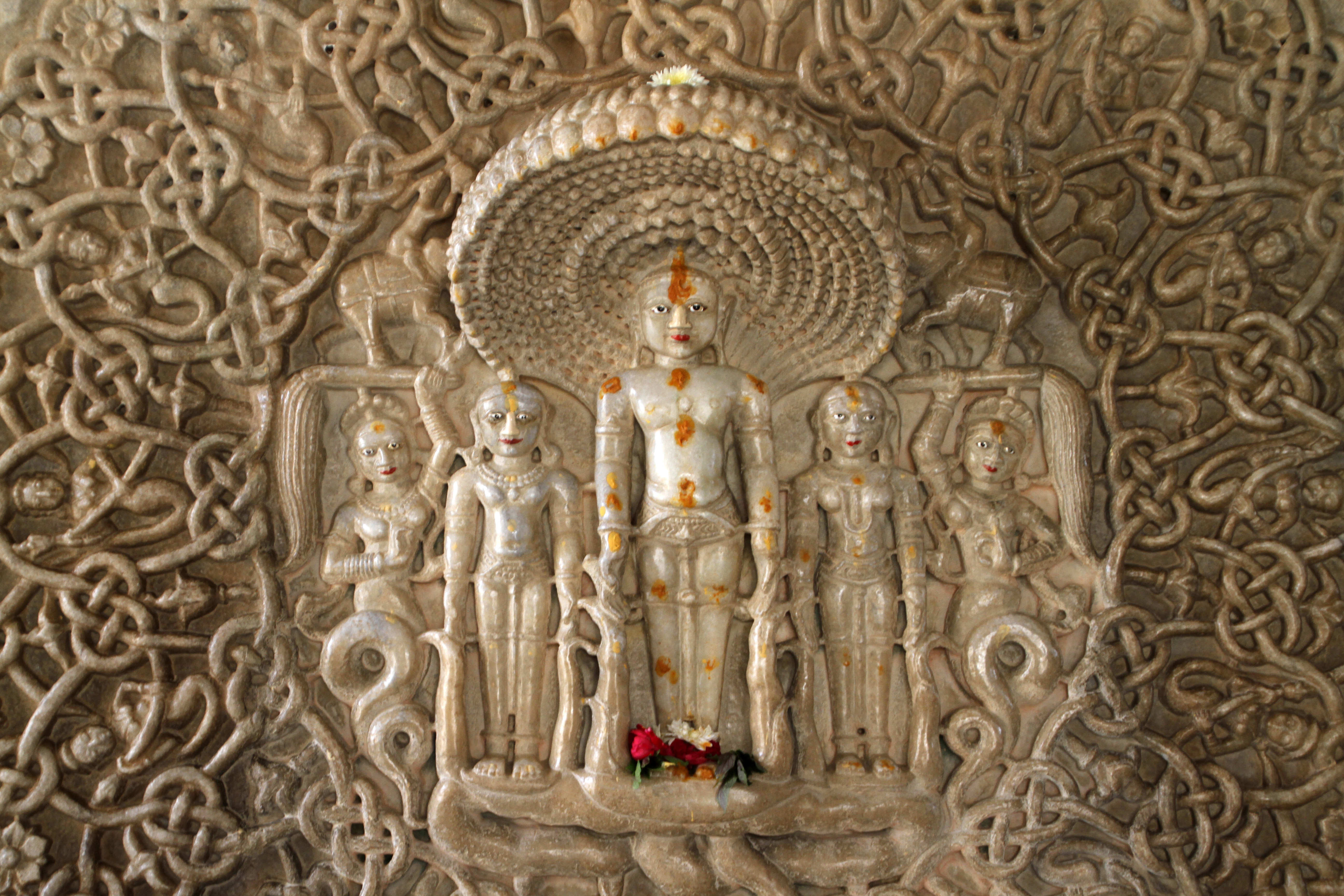
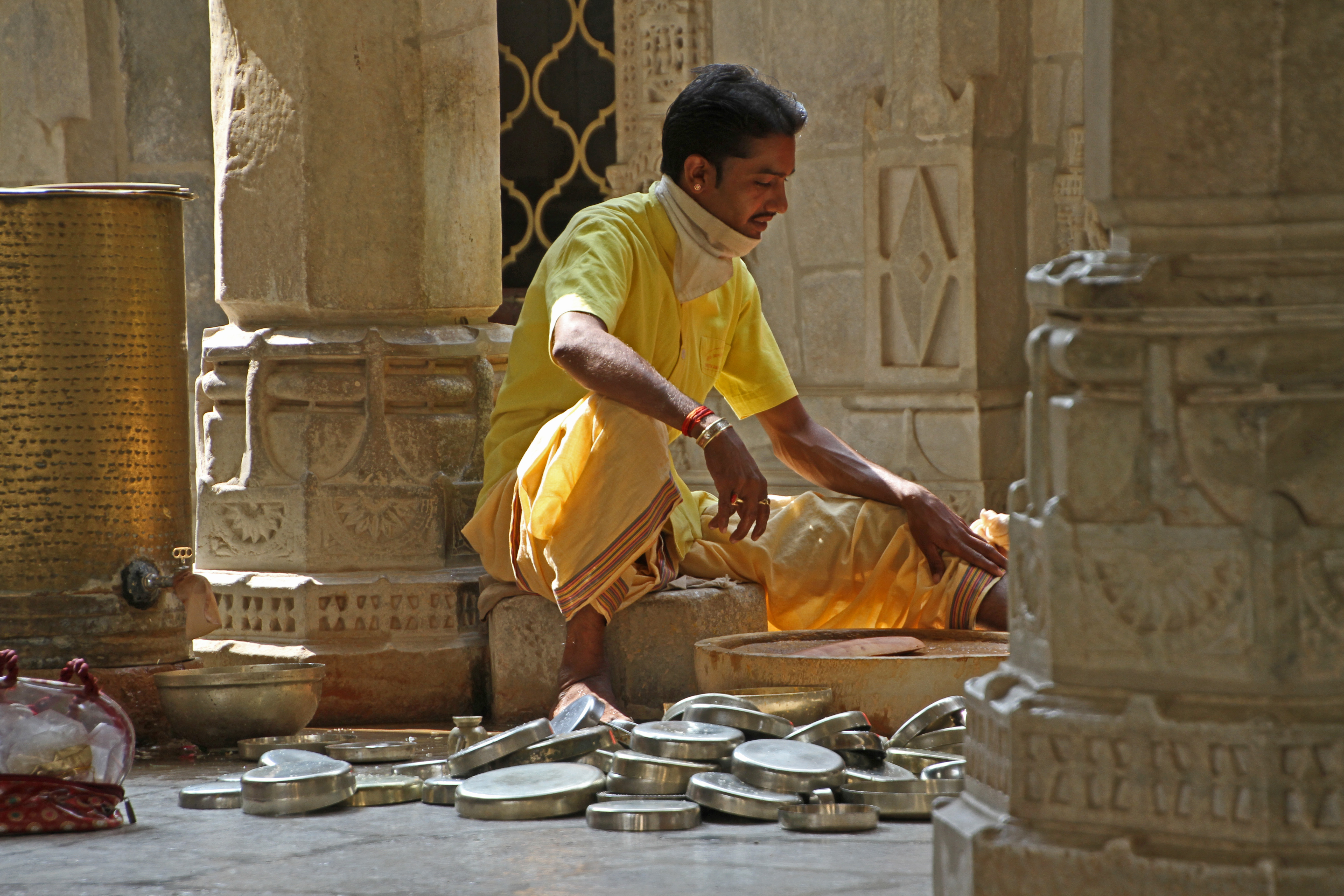
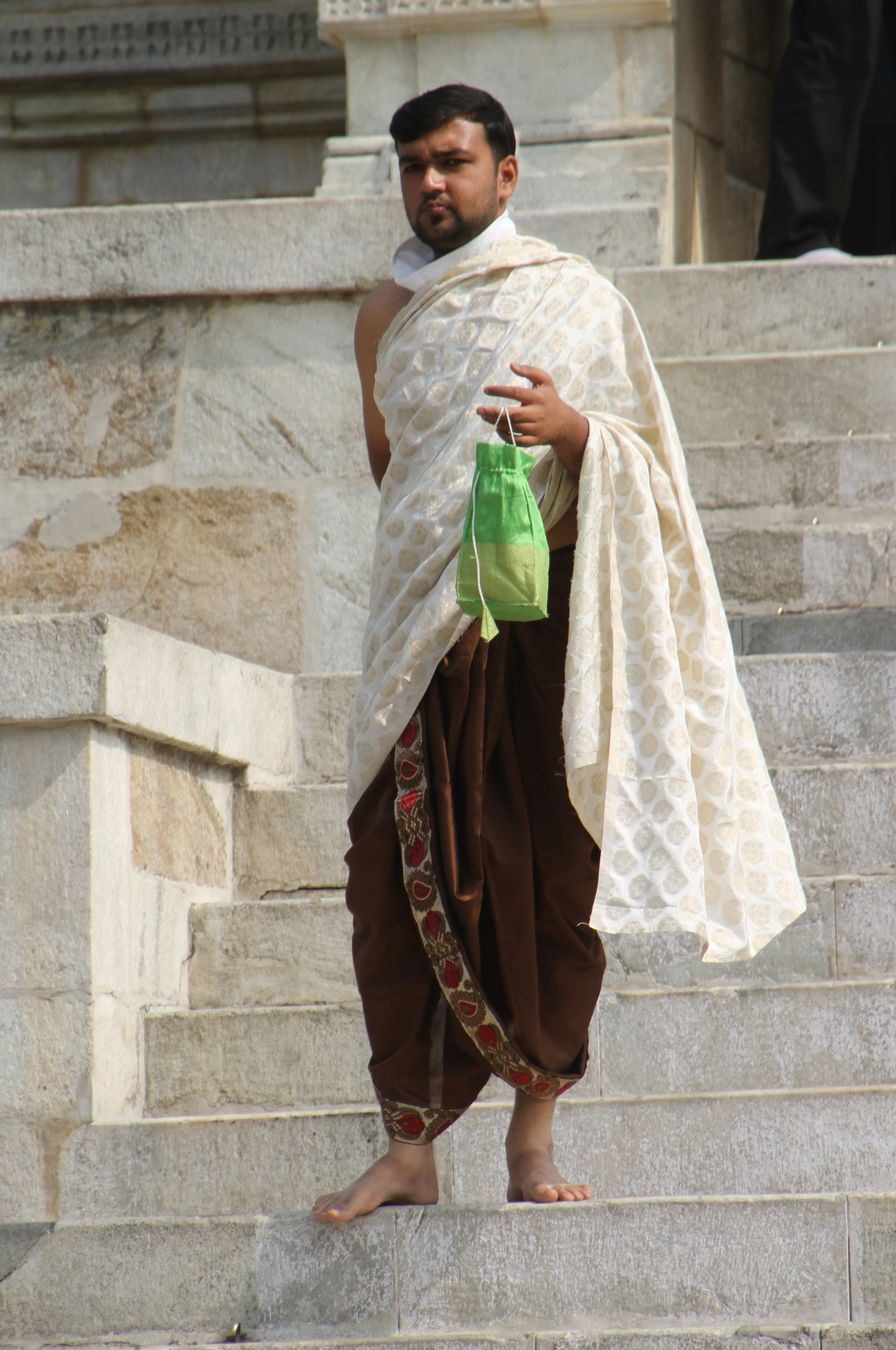